# Ortiporio
Ortiporio település Franciaországban, Haute-Corse megyében. Lakosainak száma 130 fő (2022. január 1.). Ortiporio Crocicchia, Bisinchi, Casabianca, Castello-di-Rostino, Giocatojo, Morosaglia és Penta-Acquatella községekkel határos.

## Népesség
A település népességének változása:
| Lakosok száma | 167  | 100  | 104  | 123  | 132  | 132  | 127  | 124  | 123  | 130  |
|               | 1968 | 1982 | 1990 | 2006 | 2013 | 2015 | 2017 | 2019 | 2020 | 2022 |